# Avašima
Avašima (jap. 淡島神), japanski bog vatre, vulkana i potresa. 
Po vjerovanju Japanaca, kada se Awashima razljuti, počne skakati i urlati, pa se zemlja trese, a vulkani erumpiraju. Tada božica Benten napušta svoje daleko carstvo i jašući na zmaju za koga se udala uranja u more. Spušta se do špilje na dnu mora nad kojom plutaju japanski otoci, a u kojoj živi Awashima. Njen zmaj može narediti divovskim bijelim zmijama koje žive ispod otočja da krenu za njim. Kada u takvoj pratnji stignu do Awashimine pećine, on se prepadne i pobjegne u njen najskrovitiji kut. Tada potresi i erupcije prestanu, pa se božica Benten slavi i kao spasiteljica od potresa i vulkana.